# Tejeda de Tiétar
Tejeda de Tiétar település Spanyolországban, Cáceres tartományban. Tejeda de Tiétar Malpartida de Plasencia, Gargüera de la Vera, Arroyomolinos de la Vera, Pasarón de la Vera, Majadas és Toril községekkel határos. Lakosainak száma 766 fő (2024).

## Népesség
A település népessége az elmúlt években az alábbi módon változott:
| Lakosok száma | 1023 | 987  | 967  | 887  | 877  | 862  | 829  | 788  | 770  | 766  |
|               | 2001 | 2004 | 2006 | 2009 | 2011 | 2014 | 2016 | 2019 | 2021 | 2024 |